# Jerzy Stefan (muzyk)
Jerzy Tadeusz Stefan (ur. 2 stycznia 1905 w Pabianicach, zm. 1 maja 1961 w Poznaniu) – skrzypek, dyrygent, pedagog muzyczny związany z Bydgoszczą i Toruniem.

## Życiorys
Był synem Stanisława i Marii z d. Rutkowskiej. W rodzinnym mieście ukończył szkołę ludową i gimnazjum, a w 1923 r. otrzymał świadectwo dojrzałości. W 1929 r. uzyskał dyplom skrzypka w klasie Zdzisława Jahnke w Państwowym Konserwatorium Muzycznym w Poznaniu.
Od 1927 r. pracował w Miejskim Konserwatorium Muzycznym w Bydgoszczy jako nauczyciel gry na skrzypcach. Od 1935 r. mieszkał wraz z żoną w Toruniu, gdzie uczył gry na skrzypcach w miejscowym Konserwatorium Muzycznym. W latach 1936–1939 kierował działem muzycznym Rozgłośni Pomorskiej Polskiego Radia. Był wirtuozem znanym w Bydgoszczy, Toruniu, na Pomorzu, w Wielkopolsce i innych miastach Polski.
Okupację niemiecką spędził w Warszawie. W 1945 r. zamieszkał w Bydgoszczy, gdzie pracował w Wydziale Kultury i Sztuki Urzędu Wojewódzkiego. Kierując Wydziałem Muzyki, znacznie przyczynił się do organizacji i rozwoju szkolnictwa i życia muzycznego na Pomorzu. Jednocześnie prowadził klasę skrzypiec w Instytucie Muzycznym Pomorskiego Towarzystwa Muzycznego w Toruniu, którego dyrektorem była jego żona. Jednocześnie w latach 1945-1946 dyrygował zorganizowaną przez siebie orkiestrą Zawodowego Związku Muzyków w Toruniu. W latach 1950–1955 pełnił funkcję koncertmistrza Filharmonii Pomorskiej w Bydgoszczy. Występował jako solista w Polskim Radiu w Warszawie, Bydgoszczy i Poznaniu. W 1956 r. został mianowany dyrektorem Państwowej średniej Szkoły Muzycznej im. Karola Szymanowskiego w Toruniu. Ponadto pisał recenzje muzyczne w „Gazecie Pomorskiej” i dwutygodniku „Pomorze”. W książce „Bydgoszcz, historia, kultura, życie gospodarcze” (Gdynia 1959) ukazała się jego praca pt. „Życie muzyczne”. Był również autorem pracy „Układy etiud skrzypcowych” oraz przekładu dzieła Friedricha Adolfa Steinhausera „Fizjologia prowadzenia smyczka” (Kraków 1962).
Został pochowany na cmentarzu na Junikowie w Poznaniu.

## Rodzina
Jerzy Stefan od 1929 r. był żonaty z pianistką Ireną Kurpisz.